# Procarduelis
Procarduelis is een geslacht van zangvogels uit de vinkachtigen (Fringillidae).

## Soorten
Het geslacht kent één soort:
- Procarduelis nipalensis – Donkere roodmus